# Orillia curvinervis
Orillia curvinervis là một loài ruồi trong họ Tachinidae.